# Wiedensahl
Wiedensahl (platt Wiensaol) ist ein Flecken im Schaumburger Land und liegt in Niedersachsen, nördlich von Stadthagen. Seit 1974 gehört der Flecken zur Samtgemeinde Niedernwöhren.
Die Dorfstruktur ist ein sogenanntes Hagenhufendorf; es zieht sich an seiner Hauptstraße entlang. Ursprünglich war das Dorf fast ausnahmslos durch die Landwirtschaft geprägt, daher ist die Hauptstraße noch heute von historischen Bauernhöfen gesäumt.
Bekannt wurde Wiedensahl als Geburtsort von Wilhelm Busch; der Flecken ist auch noch heute von ihm geprägt. Sein Geburtshaus und das alte Pfarrhaus stehen Besuchern als museale Räume offen. Allerdings war der Fortbestand des Wilhelm-Busch-Hauses im Jahr 1928 gefährdet, denn der damalige Besitzer, ein Nachfahre von Wilhelm Busch, plante einen Umbau im Inneren. Um dies abzuwehren und den Ausbau als Museum voranzubringen, organisierte der Heimatbund Niedersachsen zusammen mit Politikern und Prominenten eine größere Spendenaktion.
Vor dem alten Pfarrhaus befindet sich ein Denkmal für Wilhelm Busch, es gibt einen Radwanderweg und Dorfspaziergang rund um Wiedensahl mit Stationen zum Thema Wilhelm Busch.

## Geschichte
Seit etwa 1250 wird Wiedensahl häufiger in Urkunden erwähnt, meistens in der Schreibweise widensole. Widensole bedeutet: „Mit Wasser gefüllte, von Weiden umstandene Senke“, kurz: „Weidenteich“. Die Deutung des Namens als „geweihter See“ beruht offenbar auf einem Lesefehler.
Das Dorf Widensole wurde um 1253 planmäßig als Hagenhufendorf angelegt. Eine Besonderheit ist, dass die Höfe durchgängig beidseitig des Dorfangers mit dem platt „dat Saol“ genannten Teich in der Mitte angelegt wurden.
Im Jahre 1253 übertrug der Bischof von Minden den Zehnten von „widensole“, den zuvor der Edelherr Conrad von Hamelspringe zu Lehen hatte, auf das Kloster Loccum. Die um 1640 vom gebürtigen Wiedensahler Arnold Spanuth verfasste „Nachrichtung des freien Kellnerey Hofes zu Wiedensahl“ berichtet, dass „anfänglich“ in Wiedensahl nur ein Ziegenstall und ein Ziegenhirte gewesen seien. Danach wurde Wald für Äcker für die Herren von Loccum gerodet und es wurden weitere Höfe angelegt. 1287 wurde die „damalige Capelle“ zur Pfarrkirche gemacht. Die Pfarre erhielt die Hälfte allen Landes des Kellereihofes. Laut Urkunde Nr. 358 wurde die Kapelle zu Wiedensahl bereits 1277 von der Kirche zu Windheim getrennt. Ein 1459 verfasstes und 1694 überarbeitetes Manuskript „Fundatio Ecclesiae Wiedensalianae“ berichtet, dass 1275 Bischof Otto von Minden Steine und Kalk für den Bau einer Kapelle und eines Turmes in Wiedensahl gestiftet habe.
Der Pastor Albert Hahn schrieb in seiner 1898 erschienenen Geschichte des im Stiftsbezirke Lokkum gelegenen Fleckens Wiedensahl, dass sich an dem Teich in Wiedensahl ein germanisches Heiligtum, ein Edelhof und eine Burg befunden hätten. Schon „bald“ nach 777 n. Chr. habe der besitzende Edelmann den christlichen Glauben angenommen und eine Kapelle gebaut. 1275 sei an die vorhandene Kapelle das Kirchenschiff angebaut worden. Für diese Behauptungen von Hahn gibt es jedoch keine Belege, zum Teil widersprechen sie den vorliegenden Dokumenten. Die Deutung des Namens Wiedensahl durch Hahn als „geweihter See“ ist abwegig.
Das Dorf war im frühen Mittelalter häufig Gegenstand von Streitigkeiten zwischen dem Bistum Minden, dem Haus Schaumburg und dem Kloster Loccum. 1640 fiel das Dorf endgültig an das Kloster Loccum. Von den Auswirkungen des Dreißigjährigen Kriegs wurde Wiedensahl schwer getroffen. Gegen Ende des Krieges fiel Wiedensahl an Calenberg mit dem Amt Bokeloh. Insbesondere durch das Handwerk gelangte der Ort im 18. Jahrhundert zu bescheidenem Wohlstand.
Das Kloster Loccum war bis zur Ablösung 1841 Grundherr in Wiedensahl. Gerichtsbarkeit und Landeshoheit wechselten jedoch, waren zeitweise strittig zwischen den Grafen von Schaumburg und den Grafen von Hoya, dem Bischof von Minden und den Welfen.
Im Stiftsgebiet Loccum wurden im 17. Jahrhundert etwa 33 Menschen in Hexenprozessen hingerichtet. Mit 15 Frauen und fünf Männern entfällt der größte Anteil der Angeklagten in den Hexenverfolgungen auf Personen mit Wiedensahler Gemeindezugehörigkeit. Eine besondere Rolle spielte dabei der evangelische Pastor Heinrich Rimphoff, 1622–1638 Pfarrer in Wiedensahl.
Schon im 13. Jahrhundert hatte das Dorf mit 32 Höfen (einschließlich Pfarrhof und Hof des Klosters) relativ viele Stellen. Im 14. Jahrhundert kamen fünf Siedler aus dem zwischen Loccum und Wiedensahl gelegenen untergegangenen Dorf Wagenrode hinzu. Durch Hofteilungen und nach Rodung weiteren Waldes vermehrte sich die Zahl der Häuser beträchtlich, bis 1750 auf 118. Die zu dieser Zeit für Zwecke der Feuerversicherung erforderlichen Hausnummern wurden nicht, wie in den meisten Dörfern, nach der Hofgröße festgesetzt. In Wiedensahl wurden die Häuser am Südende des Dorfes beginnend auf der Westseite der Straße in der tatsächlichen Reihenfolge und dann auf der anderen Straßenseite wieder gen Süden aufgeführt.
Insbesondere die Familien mit geringem Landbesitz übten häufig ein Handwerk aus. 1843 waren 73 „Gewerbetreibende“ beim Stiftsgericht registriert. 1780 erhielten die Schuster des Dorfes sogar einen Gildebrief von der Regierung; dies war die einzige Gilde im Stiftsbezirk Loccum. Bei der Erteilung von Brenn- und Braurechten oder von Konzessionen für Arzt, Apotheke oder Gastwirtschaften war immer entscheidend, dass kaum Konkurrenz zu bestehenden Einrichtungen in Calenberg (insbesondere Stiftsgebiet Loccum) eintrete, da die Kundschaft überwiegend aus dem westfälischen und bückeburgischen Ausland käme. Diese zentrale Randlage zu Preußen und Schaumburg-Lippe war auch für den seit 1824 erlaubten Jahrmarkt in Wiedensahl förderlich.
Bis zur Gemeindereform 1974 gehörte Wiedensahl zum Kreis Nienburg.

## Politik

### Gemeinderat
Der Rat der Gemeinde Wiedensahl setzt sich aus 9 Ratsfrauen und Ratsherren zusammen.
|      | SPD | CDU | WWW | Einzelbewerber | Gesamt  |
| 2016 | 5   | 3   | 1   | -              | 9 Sitze |
| 2021 | -   | -   | -   | 9              | 9 Sitze |

(Stand: Kommunalwahl am 12. September 2021)

### Bürgermeister und Gemeindedirektor
Am 1. November 2021 wählte der Rat das Ratsmitglied Ralph Dunger (Einzelbewerber) zum Bürgermeister.

## Kultur und Sehenswürdigkeiten

### Museen
- Wilhelm-Busch-Geburtshaus
- Museum im Alten Pfarrhaus
- Zollstockmuseum

### Musik
Weit über die Gemeindegrenzen hinaus bekannt ist der Handglockenchor, der auch Konzerttourneen durchführt, zum Beispiel 2003 und 2013 in die USA, 2006 nach Südafrika und 2015 nach Taiwan und Hongkong. Mit 91 Handglocken (C2 - C9) und 61 Tonstäben mit einem Tonumfang von insgesamt sieben Oktaven zählt der Handglockenchor Wiedensahl zu den größten Europas. Das Ensemble ist vierfacher Preisträger des Deutschen Orchesterwettbewerbs (Hildesheim 2012, Ulm 2016, digital 2020/21, Wiesbaden 2025). 2024 wurde der Chor vom Unternehmen Westfalen Weser Energie als kulturelles Aushängeschild der Region mit dem Hauptpreis ausgezeichnet. Aufgrund seines Kulturbetriebes (Handglockenchor und Posaunenchor der Kirchengemeinde, Blaskapelle Dorfkapelle, Frauenflötengruppe, Jugendchor, Volkstanz- und Line-Dance-Gruppe der TuSG Wiedensahl, traditionelle Tänze aufführende Dorfjugend) wurde Wiedensahl vom Bundesmusikverband Chor & Orchester zu einem Landmusikort des Jahres 2025 ernannt.

### Bauwerke

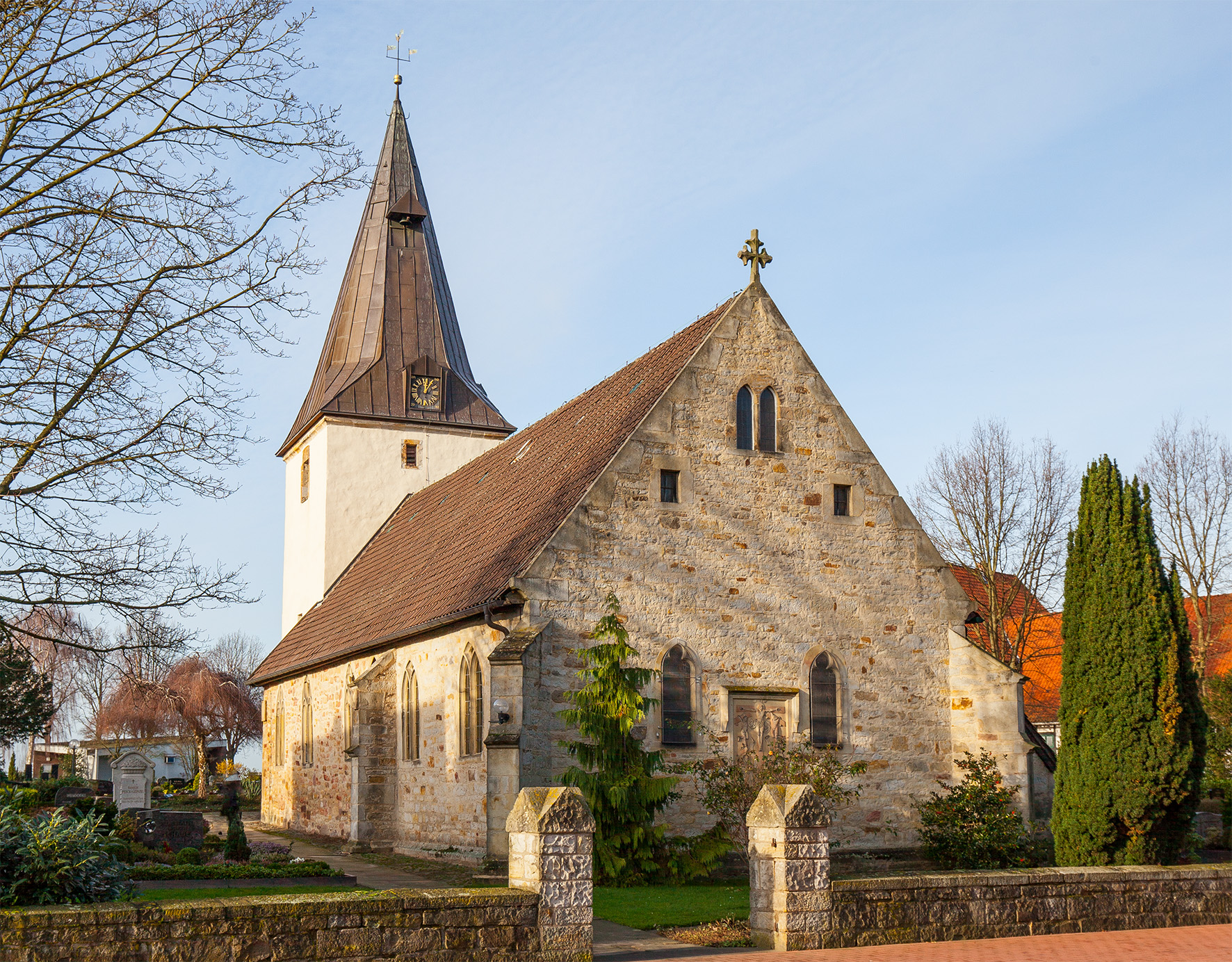
St.-Nicolai-Kirche

- St.-Nicolai-Kirche mit Friedhof

### Regelmäßige Veranstaltungen
- Im Jahr 2013 fand im Juli das 225. gemeindliche Schützenfest statt.
- An jedem 2. Donnerstag im November findet der Martinimarkt (im Volksmund: Heiratsmarkt) statt. Etwa 300 Beschicker erwarten ca. 30000 Besucher zum größten Eintagesmarktes weit und breit. Die Verkaufsstände sind als Flaniermeile rechts und links der Hauptstraße des lang gezogenen Dorfes aufgestellt.

### Wirtschaft und Infrastruktur
Durch die nördlich gelegenen Ortsteile Loccum und Münchehagen der Stadt Rehburg-Loccum verläuft die B 441 von Uchte nach Wunstorf und weiter nach Hannover.

Die Straßenanbindung nach Nordrhein-Westfalen stellt die L342 und die L770 dar.
Der ÖPNV wird von der Schaumburger Verkehrs-Gesellschaft bedient. Außerdem kann von Montag bis Freitag der Fahrdienst „Anrufbus Niedernwöhren“ genutzt werden.
Der Personenverkehr auf der Bahnstrecke Stadthagen–Stolzenau endete 1961; Güterzüge fuhren bis 1969 durch Wiedensahl. Als Reminiszenz gibt es noch heute die Bahnhofstraße.

## Persönlichkeiten

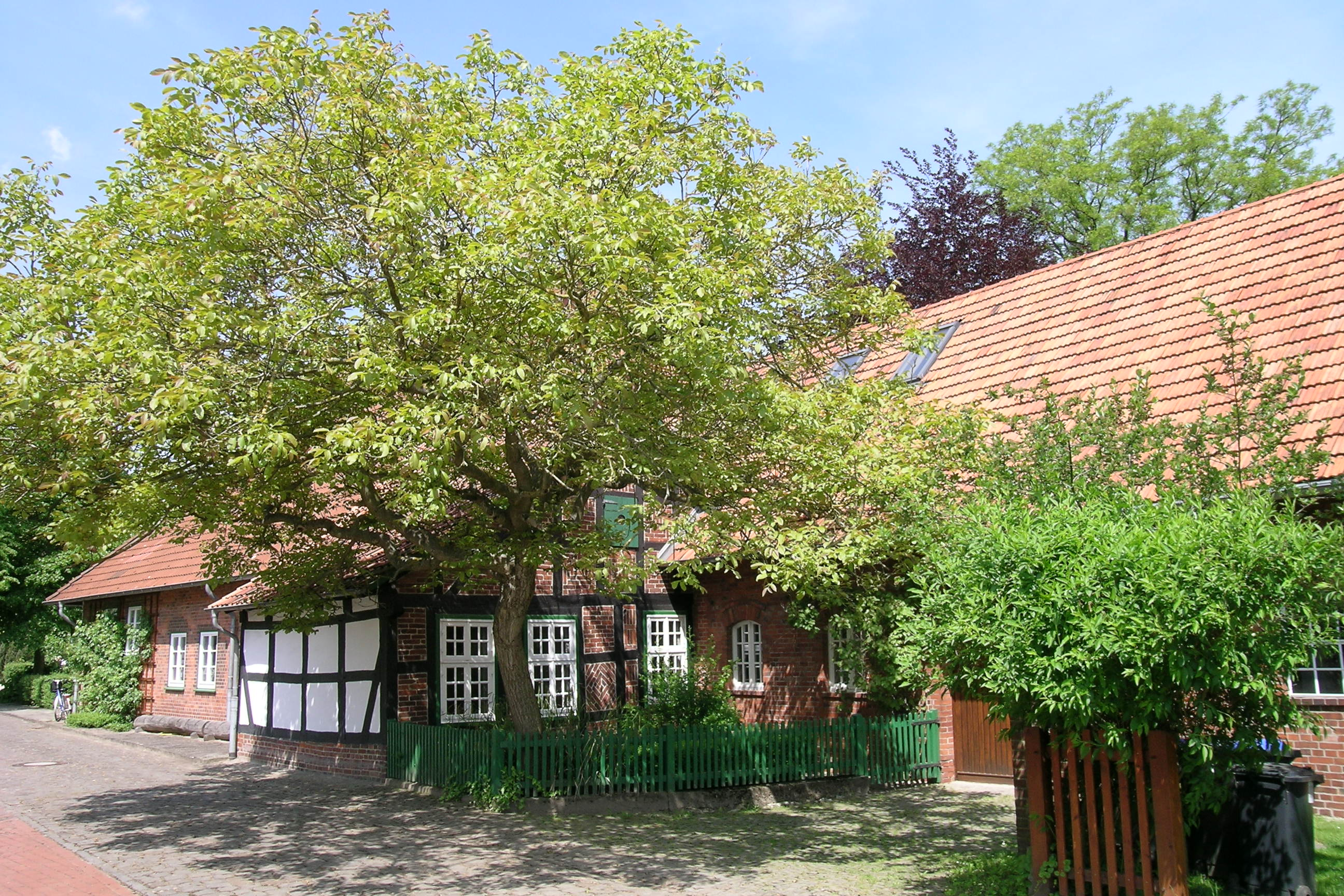
Geburtshaus von Wilhelm Busch in Wiedensahl

- Heinrich Rimphoff (* 1599 in Wiedensahl; † 1655) war Konsistorialrat im Herzogtum Verden und Hexenverfolger.
- Gesche Köllers (auch Gese Köllars), verw. Weimars aus Wiedensahl, in einem Hexenprozess in Kloster Loccum am 2. Juni 1660 durch das Schwert hingerichtet.
- Wilhelm Busch (* 1832 in Wiedensahl; † 1908 in Mechtshausen)
- Werner Zwingmann (* 1946 in Wiedensahl), Beamter und Veterinärmediziner